# Liar : La Nuit du mensonge
Liar : La Nuit du mensonge (Liar) est une série télévisée anglo-américaine en douze épisodes de 45 minutes créée par Harry Williams et Jack Williams, diffusée entre le 11 septembre 2017 et le 6 avril 2020 sur ITV et entre le 27 septembre 2017 et le 13 mai 2020 sur SundanceTV aux États-Unis.
En Suisse, la série est diffusée depuis le 6 décembre 2017 sur RTS Un, en France, depuis le 7 décembre 2017 sur TF1[réf. souhaitée], et au Québec depuis le 15 septembre 2018 à la Télévision de Radio-Canada.
La série a été adaptée en France en 2021 sous le titre Mensonges, avec Audrey Fleurot et Arnaud Ducret dans les rôles principaux.

## Synopsis
La série suit Laura Nielson et Andrew Earlham, dont l'attirance réciproque mène à un rendez-vous qui a de lourdes conséquences pour le couple, leurs amis et leurs familles, alors que des secrets et des mensonges sont révélés.

## Distribution
- Joanne Froggatt (VF : Olivia Luccioni) : Laura Nielson
- Ioan Gruffudd (VF : Arnaud Bedouët) : Andrew Earlham
- Zoe Tapper (VF : Caroline Mozzone) : Katy Sutcliffe
- Warren Brown (VF : Julien Allouf) : Tom Bailey
- Richie Campbell (en) (VF : Daniel Lobé) : Liam Sutcliffe
- Jamie Flatters (VF : Augustin Bratt) : Luke Earlham
- Shelley Conn (VF : Jeanne Savary) : Vanessa Harmon
- Danny Webb (VF : Philippe Vincent) : Rory Maxwell

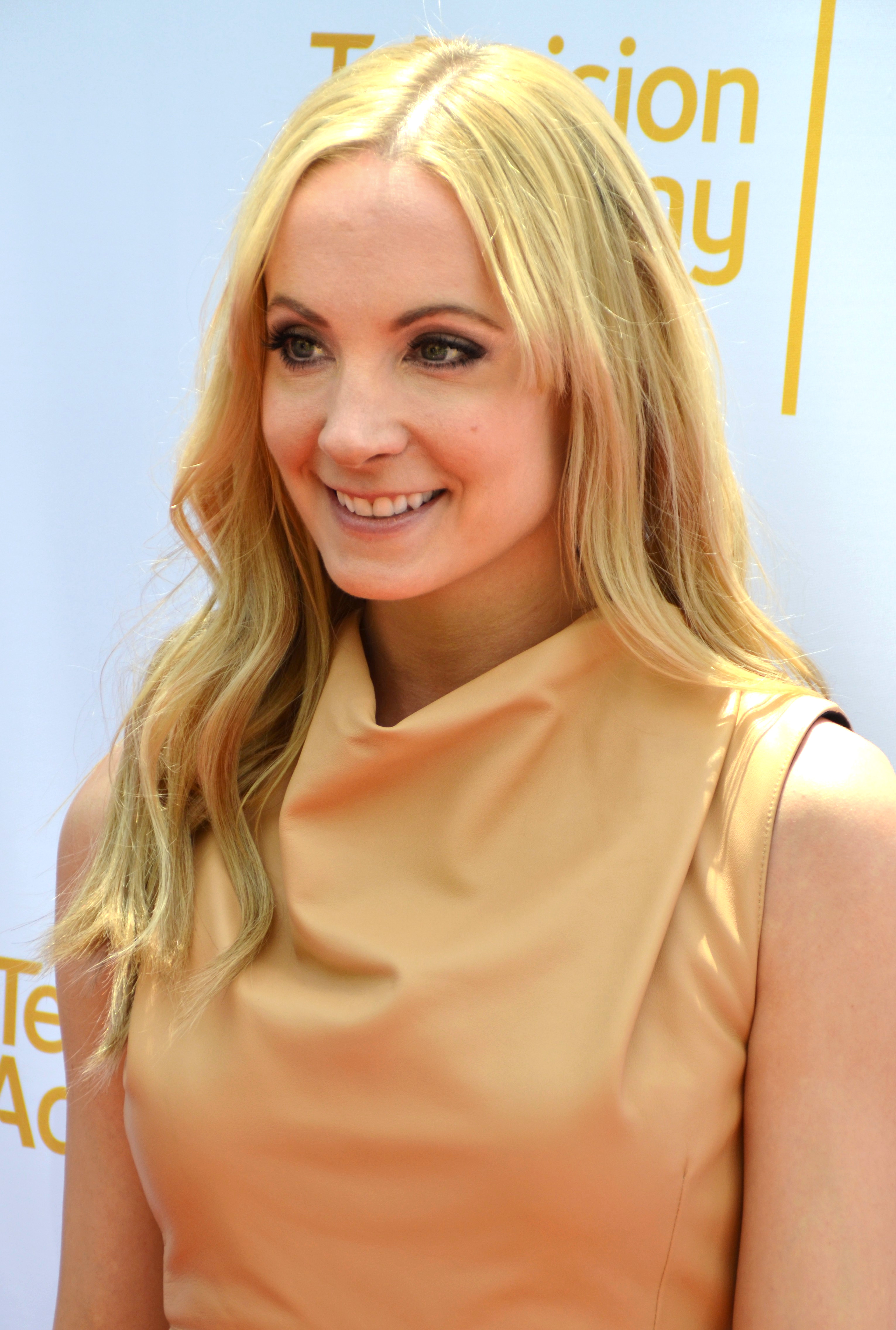
Joanne Froggatt interprète Laura Nielson
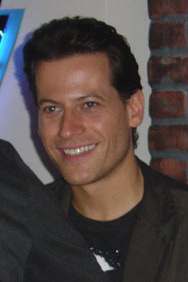
Ioan Gruffudd interprète Andrew Earlham

 Source et légende : version française (VF) sur RS Doublage

## Production

### Tournage
Le tournage de la première saison a commencé à Londres et dans le Kent en novembre 2016. Les marais ont été filmés à Tollesbury, dans l'Essex. Les scènes de rivages ont été filmées dans les villes de Deal et Walmer et dans le hameau de Kingsdown. Quelques autres séquences sont tournées dans les villes intérieures de Brockley, Nunhead, Shortlands (épisode 3), South Ealing et Édimbourg (épisode 4).

### Fiche technique
- Titre original : Liar
- Autres titres francophones : Liar : La Nuit du mensonge
- Création : Harry Williams, Jack Williams
- Réalisation : Harry Williams
- Musique : Glenn Gregory, Berenice Scott
- Production : Eliza Mellor, Harry Williams, Jack Williams, James Strong
- Société(s) de production : Two Brothers Pictures
- Société(s) de distribution : All3Media International
- Pays d'origine :  Royaume-Uni,  États-Unis
- Langue originale : Anglais
- Genre : Dramatique, thriller
- Durée : 45 minutes
- Public :

  déconseillé aux moins de 10 ans

### Diffusion internationale
Le 30 septembre 2016, la série a été commandée par le réseau câblé américain SundanceTV et le radiodiffuseur commercial britannique ITV.
Les diffuseurs commerciaux TF1 et Seven ont également commandé la série.

## Épisodes

### Première saison (2017)
1. Le Rendez-vous (The Date)
2. Je sais que tu mens (I Know You're Lying)
3. Lapin blanc (White Rabbit)
4. Catherine (Catherine)
5. Échec et mat (Check Mate)
6. Les Marais (The Marshes)

### Deuxième saison (2020)
Cette deuxième saison de six épisodes a été diffusée du 2 mars au 6 avril 2020 en version originale.

## Univers de la série

### Les personnages
- Laura Nielson est une enseignante intelligente et dévouée. nouvellement célibataire.
- Andrew Earlham est un chirurgien renommé dont le fils, Luke, est un élève à l'école de Laura.
- Katy Sutcliffe est la sœur aînée de Laura qui travaille avec Andrew à l'hôpital local.
- Tom Bailey est l'ex-petit ami de Laura qui a une liaison avec sa sœur, Katy.
- Liam Sutcliffe est le mari sans méfiance de Katy et le père de ses deux enfants.
- Luke Earlham est le fils d'Andrew qui est un élève dans la classe de Laura.
- Vanessa Harmon est un détective de la police de Thanet & Dover qui enquête sur l'allégation du viol de Laura.
- Rory Maxwell est un détective de la police de Thanet & Dover et commandant en second à Vanessa Harmon.

## Accueil

### Audiences
| Épisodes | Royaume-Uni       | Royaume-Uni                   | États-Unis        | États-Unis                    | États-Unis | France            | France                        | France | France     |
| Épisodes | Date de diffusion | Téléspectateurs (en millions) | Date de diffusion | Téléspectateurs (en millions) | Référence  | Date de diffusion | Téléspectateurs (en millions) | PDA    | Références |
| -------- | ----------------- | ----------------------------- | ----------------- | ----------------------------- | ---------- | ----------------- | ----------------------------- | ------ | ---------- |
| 1        | 11 septembre 2017 | 8,86                          | 27 septembre 2017 | 0,121                         | [ 6 ]      | 7 décembre 2017   | 3,94                          | 16,0 % | [ 7 ]      |
| 2        | 18 septembre 2017 | 8,50                          | 4 octobre 2017    | 0,084                         | [ 8 ]      | 7 décembre 2017   | 3,26                          | 15,2 % | [ 7 ]      |
| 3        | 25 septembre 2017 | 8,87                          | 11 octobre 2017   | 0,093                         | [ 9 ]      | 7 décembre 2017   | 2,64                          | 20,0 % | [ 7 ]      |
| 4        | 2 octobre 2017    | 8,82                          | 18 octobre 2017   | 0,100                         | [ 10 ]     | 14 décembre 2017  | 3,36                          | 14,0 % | [ 11 ]     |
| 5        | 9 octobre 2017    | 9,03                          | 25 octobre 2017   | 0,097                         | [ 12 ]     | 14 décembre 2017  | 2,86                          | 14,0 % | [ 11 ]     |
| 6        | 16 octobre 2017   | 9,09                          | 1er novembre 2017 | -                             | -          | 14 décembre 2017  | 2,46                          | 19,4 % | [ 11 ]     |

- Meilleure audience de la saison
- Faible audience de la saison
- Meilleure PDA de la saison
- Faible PDA de la saison